# 小島宗幸
小島 宗幸（おじま むねゆき、1975年9月25日 - ）は、旭化成陸上部所属の元陸上競技選手。兵庫県丹波篠山市出身。篠山中学校･西脇工業高校卒。1998年･1999年と二年連続でマラソン日本選手権を獲得した。ともに旭化成に所属していた世界陸上セビリアマラソン日本代表の小島忠幸は1学年下の弟。

## 主な成績･自己ベスト
- 1996年延岡西日本マラソン優勝 :2時間17分09秒
- 1998年びわ湖毎日マラソン優勝 :2時間08分43秒 ※第82回日本選手権獲得
- 1999年福岡国際マラソン4位入賞(日本人1位) :2時間09分09秒 ※第83回日本選手権獲得

- 10000m ：28分59秒70
- ハーフマラソン：1時間03分31秒
- マラソン：2時間08分43秒[2]